# رامي زيالور
رامي زيالور (مواليد 6 يوليو 1960) هو ملاكم سيشلي، مثّل بلاده في الألعاب الأولمبية الصيفية 1980.

## روابط خارجية
رامي زيالور على موقع اللجنة الأولمبية الدولية (الإنجليزية)
- رامي زيالور على موقع أوليمبيديا (الإنجليزية)